# All That Jazz (canción)
«All That Jazz» (alternativamente «And All That Jazz») es una canción del musical de 1975, Chicago. Tiene música de John Kander y letras de Fred Ebb, es la canción de apertura del musical. El título de la película de 1979, protagonizada por Roy Scheider como un personaje muy parecido al coreógrafo y director de teatro y cine, Bob Fosse, se deriva de la canción.

## Composición
Opus, Book 3 de Rob Blythe señala que la canción usa el séptimo acorde para crear un efecto musical único.

## Análisis
Popular Culture: Introductory Perspectives postuló que la canción encapsulaba la «importancia del jazz en la constitución de la cultura pop». Lo describe como un «comentario cínico sobre la disposición de los humanos... a actuar única, simplemente y sin remordimientos en su propio interés», y considerando esta conducta ilícita como parte de «todo ese jazz» que uno necesita para salir adelante. BlueCoupe dijo en la canción, «el fantasma de Bob Fosse se cuelga».

## Versiones

### EnChicago
- Chita Rivera lo interpreta en el álbum de reparto original de Chicago (1975).
- Bebe Neuwirth lo interpreta en el álbum de elenco de renacimiento de Broadway de  Chicago (1996)
- La versión interpretada por Catherine Zeta-Jones y el elenco en la versión cinematográfica de Chicago (2002) figuraba como la número 98 en lalista AFI's 100 años... 100 canciones.

### Otros usos
- Liza Minnelli grabó una versión en sencillo (1975).
- Los JabbaWockeeZ bailaron con esta canción en America's Best Dance Crew en 2008.
- Niki Evans cantó la canción en la serie 4 de The X Factor.
- La atracción Bellagio Fountains en el hotel Bellagio en Las Vegas tiene esta canción en su lista de reproducción.
- Shirley Bassey la cantó en su concierto de 1998 Viva Diva! para la BBC.
- En 2010, en Over the Rainbow, el show de Andrew Lloyd Webber para buscar a la Dorothy Gale del West End en The Wizard of Oz, cuatro chicas de un grupo en el top 20 tuvieron que cantar «All That Jazz» para convencer a Andrew y a los jueces de que eran Dorothys potenciales. Tres de ellas pasaron la prueba, Stephanie (quien terminó en el séptimo lugar), Jessica Robinson (quien terminó en el quinto lugar), y Sophie Evans, que llegó a la final y quedó como subcampeona. Ruthie Henshall, quien había interpretado tanto a Velma como a Roxie en el West End de Chicago, entrenó a las chicas.
- La canción fue versionada por Kate Hudson y Lea Michele en el episodio 9 de la temporada 4 de Glee, «Swan Song», donde compitieron para ver quién es la mejor.
- La canción fue versionada por Camila Mendes en la serie melodrama Riverdale.